# Asociación Brasileña de Ateos y Agnósticos
La Asociación Brasileña de Ateos y Agnósticos (ATEA) es una entidad brasileña sin fines de lucro domiciliada en São Paulo que se dedica a promover actividades encaminadas a promover el ateísmo, el agnosticismo y el laicismo en el estado. La asociación también aboga por la separación entre Iglesia y Estado. Fue fundada el 31 de agosto de 2008 por Daniel Sotomayor, Alfredo Spínola y Mauricio Palazzuoli, que no participan de ningún tipo de proselitismo político.
En julio de 2012 contaba con en torno a 5 800 asociados.

## Actividades
La organización ATEA realiza actividades para combatir la discriminación en contra de personas que no profesan ninguna religión. En el campo judicial, la ATEA ha presentado representación legal en dieciséis casos presentados ante el Ministerio Público en once estados que son parte de tres juicios. Los tres procesos fueron en contra de prejuicios expresados por los periodistas de la cadena Bandeirantes, José Luiz Datena y Marcio Campos, y por el patrocinio de eventos religiosos con dineros públicos por parte de la prefectura de Sao Paulo y de la Iglesia Internacional de la Gracia de Dios. A raíz de estas acciones, la asociación también se ha opuesto a los acuerdos firmados entre el Gobierno Brasileño y la Santa Sede.
Siguiendo el ejemplo de varias campañas similares en varias ciudades del mundo, La ATEA había programado una versión brasileña de Atheist Bus Campaign, una campaña que utilizaría carteles en autobuses urbanos en Salvador de Bahía, Porto Alegre y São Paulo.
La campaña fue bloqueada por las empresas de autobuses en Salvador y São Paulo, las cuales alegaron que la campaña sería una violación de las reglas de publicidad en espacios públicos. En Porto Alegre, la campaña fue vetada por la Associação dos Transportadores de Passageiros (ATP) municipal, a principios de diciembre de 2010. En Porto Alegre, la campaña fue vetada por la asociación municipal de los transportistas de pasajeros (ATP) en los primeros días de diciembre de 2010. El justificativo dado por la ATP para bloquear la campaña fue que la legislación municipal prohíbe manifestaciones religiosas, cuando la realidad es que la ley prohíbe cualquier manifestación de discriminación basada en la religión. A mediados del mismo mes, el presidente de la ATEA, Daniel Sottomaior, afirmó que demandaría judicialmente a la Asociación de transportistas de pasajeros de esa ciudad.

## Activismo en 2012
En abril de 2012, la ATEA actuó en defensa de un alumno de enseñanza media de 16 años de edad de un colegio estatal de la ciudad de Roncador del estado de Paraná, quien se excusó de participar en una oración colectiva en el aula de su clase de inglés que fue promovida por la profesora. Luego de que fuera expulsado de la sala de clase el denunció la actitud de la profesora a la asociación. La asociación ATEA dirigió un oficio a la escuela informándoles de los derechos de los ateos y agnósticos, incluyendo el derecho a no participar en oraciones y pidiendo aclaraciones sobre la práctica del estatuto laico en la escuela ya que una escuela de administración estatal no debería usarse como un local para manifestaciones religiosas o de fe. Con posterioridad a una reunión con representantes de la asociación la dirección de la escuela determinó que las oraciones en los salones de clase que eran de costumbre ya no se practicarían.

## Finanzas
Las actividades de la asociación son financiadas sobre la base de donaciones y contribuciones de las personas asociadas y de personas anónimas. La asociación hace periódicamente una publicación de cuentas. Entre los gastos corrientes están el alojamiento web gastos procesales (abogados y notarios), campañas mediáticas, participación en eventos públicos, etc. En junio de 2012, la asociación contaba con algo más de 48.000 reales brasileros en sus cuentas.